# Jean Georget
Pour les articles homonymes, voir Georget.
Ne doit pas être confondu avec Jean Georget (peintre).
Jean Georget, universitaire français du XVIIIe siècle, procureur de la Nation de France, né le 14 janvier 1708 à Saint-Aubin-Fosse-Louvain.

## Biographie
Il est le neveu de Pierre Seigneur, fils de Guillaume Georget et de Jeanne Seigneur. Il reçut la tonsure au Mans, en 1726, et la prêtrise à Avranches en 1732. Il alla ensuite étudier la théologie en Sorbonne où il prit les grades de bachelier en 1734 et de licencié en 1738. Après avoir professé plusieurs années avec un talent remarquable la théologie à la Sorbonne, il fut nommé principal du collège du Mans à Paris, le 3 novembre 1749... et professeur de philosophie au collège du Cardinal le 19 février 1750. Il ne remplissait plus ses deux fonctions, lorsqu'il fut élu, le 10 octobre 1771, procureur de la Nation de France. Il obtint depuis un canonicat à Saint-Honoré de Paris.
Pendant les vacances qu'il passait à Saint Aubin Fosse Louvain, en 1748, Jean Georget favorisa la vocation de Jean-Jacques Garnier et lui obtint une bourse au Collège du Mans à Paris.

## Source partielle
« Jean Georget », dans Alphonse-Victor Angot et Ferdinand Gaugain, Dictionnaire historique, topographique et biographique de la Mayenne, Laval, A. Goupil, 1900-1910 [détail des éditions] (BNF 34106789, présentation en ligne), tome II, p. 282.